# Utcastílus
Az Utcastílus a C.A.F.B. zenekar legkorábbi felvételeit tartalmazó album.
Az Utcastílus dalai 1990 és 1992 között íródtak. A rögzített anyag kisebb része alapvetően egy próbatermi felvétel 1990-ből, amin Hermecz Tamás dobosként dolgozott a C.A.F.B. soraiban. Az album túlnyomó többségében az 1991 végén irt és 1992 márciusában stúdióban rögzített dalokat tartalmazza, a Szakácsi Gábor, Szita Mihály, Oláh Immanuel dobos felállásban.

## Kiadás
Az említett 1990 és 1992 közötti felvetélek a C.A.F.B. korai időszakában kézről kézre terjedtek és hivatalosan csak évekkel később, 1999-ben kerültek nagykereskedelmi forgalomba a Hammer records által. Az album gyenge minősége ellenére, az '"Utcastílus"' sokak szerint a magyar punk egyik alapműve.

## Az album dalai
- 01. Most menj el! 01:23
- 02. Nincs kegyelem 01:18
- 03. Időzített bomba 01:10
- 04. Atomcsapás 01:29
- 05. Emberi értékek 01:59
- 06. Mindenki 01:23
- 07. Nagy vagány 01:05
- 08. Kólaivó nemzedék 01:26
- 09. Utcastílus 00:59
- 10. Aktuális gyilkolás 01:16
- 11. Ne fizess adót! 01:18
- 12. Ellenségemhez 02:03
- 13. Sötét van 01:20
- 14. Üzemi baleset 01:24
- 15. BRFK 01:23
- 16. Éjjeli őr 01:30
- 17. Csepregi Éva fogd be a szád! 01:01

### A B.R.F.K. című dal
Az Utcastílus az első hivatalos C.A.F.B. anyag amin a később elhíresült B.R.F.K. című dal is szerepelt. A szerzemény az idők folyamán számos változatban látott napvilágot. A legelfogadhatóbb minőségű felvétel viszont az 1993-as '"Ne bízz senkiben!"' című C.A.F.B. albumon jelent meg a Trottel records gondozásában. A dalt Szakácsi Gábor írta 1991-ben és az 1993-as albumra B.R.F.K.'91 címmel került fel. Élő felvételként az 1995-ös keltezésű Koncert 1992 (Archív) anyagon is szerepelt. Ez utóbbi változatban elhangzanak olyan "szavak" amelyek kizártak az album széles körű kereskedelmi forgalomba kerülését 1995-ben. A Koncert 1992 (Archív) később a Rockland zenei terjesztőhálózaton került kiadásra.

## Közreműködők
- Szakácsi Gábor - gitár, ének, vokál
- Szita Mihály - basszusgitár, vokál
- Oláh Immanuel - dobok, ének, vokál
- Hermecz Tamás - dobok (csak 1990-es felvételek)